# Прва лига Србије и Црне Горе у рагбију 2004/05.
Прва лига Србије и Црне Горе у рагбију 2004/05. је било 2. издање Прве лиге Србије и Црне Горе у рагбију 15. 
Титулу је освојио Партизан.

## Учесници
|   | Тим                             | Тренер                 | Капитен     |
| - | ------------------------------- | ---------------------- | ----------- |
| 1 | Краљевски београдски рагби клуб | Станислав Т. Колунџија |             |
| 2 | Партизан                        |                        |             |
| 3 | Победник                        | Бошко Стругар          | Марко Капор |
| 4 | Војводина                       |                        |             |
| 5 | Крушевац                        |                        |             |
| 6 | Жарково                         |                        |             |
| 7 | Рагби клуб Динамо Панчево       |                        |             |
| 8 | Дорћол                          |                        |             |

| Шампион Србије и Црне Горе у рагбију 2005. |
| ------------------------------------------ |
| Рагби клуб Партизан 16. титула             |